# Чизери, Антонио
Антонио Чизери (итал. Antonio Ciseri; 21 октября 1821, Ронко сопра Аскона близ Локарно, Швейцария — 8 марта 1891, Флоренция, Италия) — итальянский живописец швейцарского происхождения, представитель академизма натуралистического направления. Педагог.

## Биография
Антонио родился в семье художника Джованни Франческо и Катерины Матерни, в италоязычном кантоне Тичино на юге Швейцарии.
В 1833 году он переехал во Флоренцию, чтобы учиться живописи у Эрнесто Буонайюти (Ernesto Buonaiuti). В 1834 году течение года был учеником Никколы и Пьетро Бенвенути в Академии изящных искусств во Флоренции, а также у одного из основателей итальянского движения назарейцев Томмазо Минарди.
Позднее учился у академического художника Джузеппе Беццуоли, который оказал на Чизери в начале его карьеры большое влияние. На ежегодном конкурсе флорентийской Академии в 1839 году Антонио представил два эскиза «Смерть Лоренцо Великолепного» и «Данте в мастерской Джотто». В 1843 году он выиграл конкурс Триеннале.
Антонио Чизери написал множество алтарных картин для различных церквей в Италии и Швейцарии, а также портреты, такие как портрет его тестя Гаэтано Бьянкини или широко известный портрет Камилло Бенсо, графа Кавура. Некоторые из портретов художник представил на Всемирной выставке в Париже 1855 года.
В 1853 году Чизери открыл частную школу живописи. Среди его учеников были, среди прочих, Сильвестро Лега, Джироламо Нерли, Раффаэлло Сернези, Эмануэле Трионфи, Николо Канниччи, Рафаэлло Сорби, Андреа Ландини, Джакомо Мартинетти и аргентинские художники Анхель Делла Валле и Мартин Бонео. Эджисто Сарри до сих пор считается его самым верным последователем.
В 1852 году Чизери был назначен профессором Академии высшего образования (Accademia per l’insegnamento superiore).
После Рисорджименто (объединения Италии) и последующих реорганизации Академий, объединения и передачи итальянского художественного наследия учёным и художникам под руководством Джованни Баттиста Кавальказелле, Антонио Чизери в 1874 году под эгидой Академии Святого Луки, члены которой выступали против этих нововведений, создал карикатуру на Кавальказелле, а также посредством рисунков и сатирических текстов в сатирическом журнале «Il Cassandrino», решительно выступал против любых нововведений.
В 1877 году Чизери по собственному желанию, отказавшись от швейцарского подданства, получил итальянское гражданство. Он был женат на Чезире Бьянкини. Скончался в возрасте семидесяти лет и был похоронен на кладбище Порте-Санте.

## Галерея

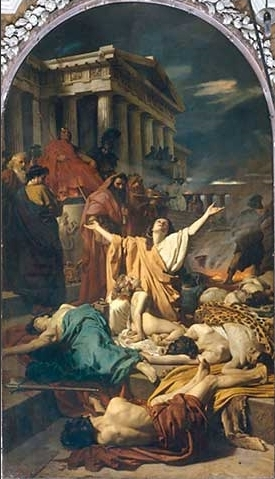
Мученичество Маккавеев. 1863. Холст масло. Церковь Санта-Феличита, Флоренция
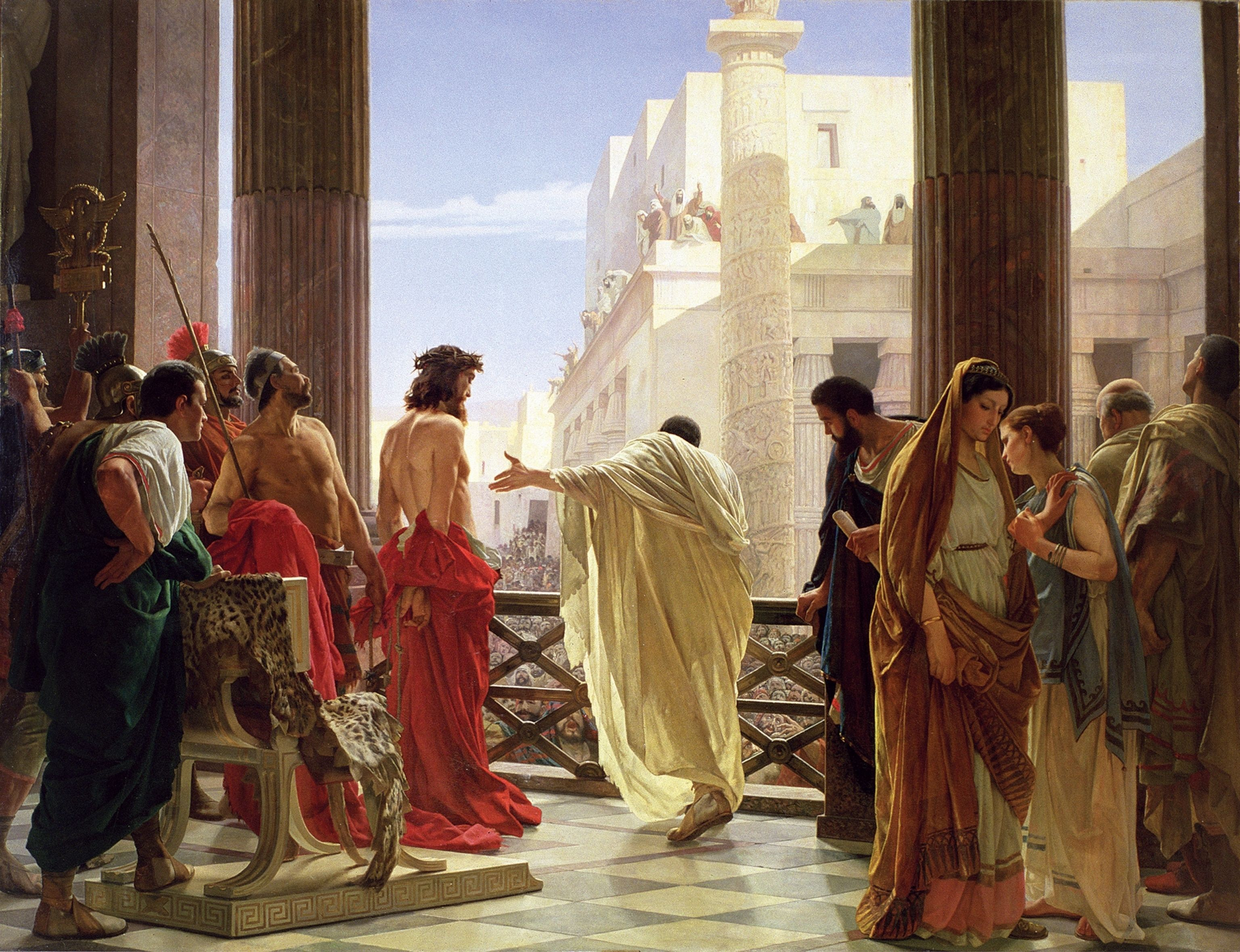
«Ecce homo» (Се Человек). 1871. Холст, масло. Галерея современного искусства, Флоренция
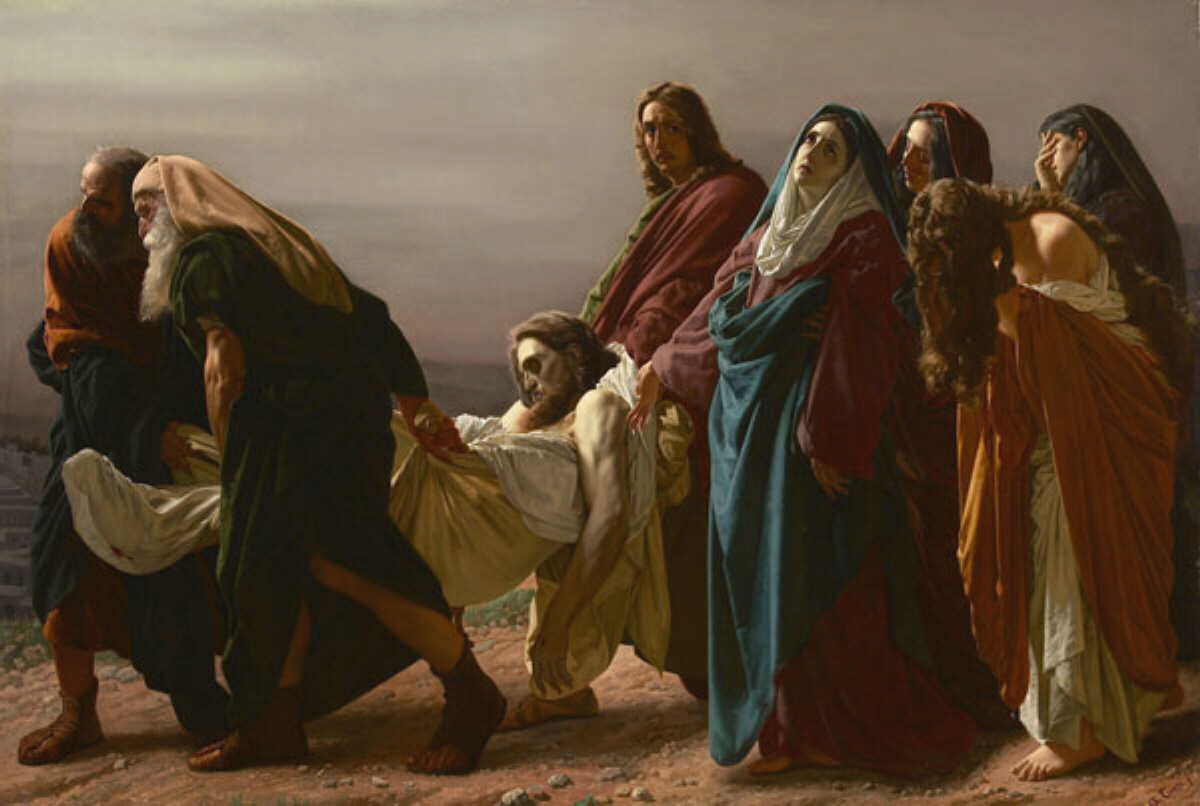
Перенесение тела Христа в гробницу. 1883. Холст, масло. Сантуарий Мадонны дель Сассо. Орселина, Швейцария
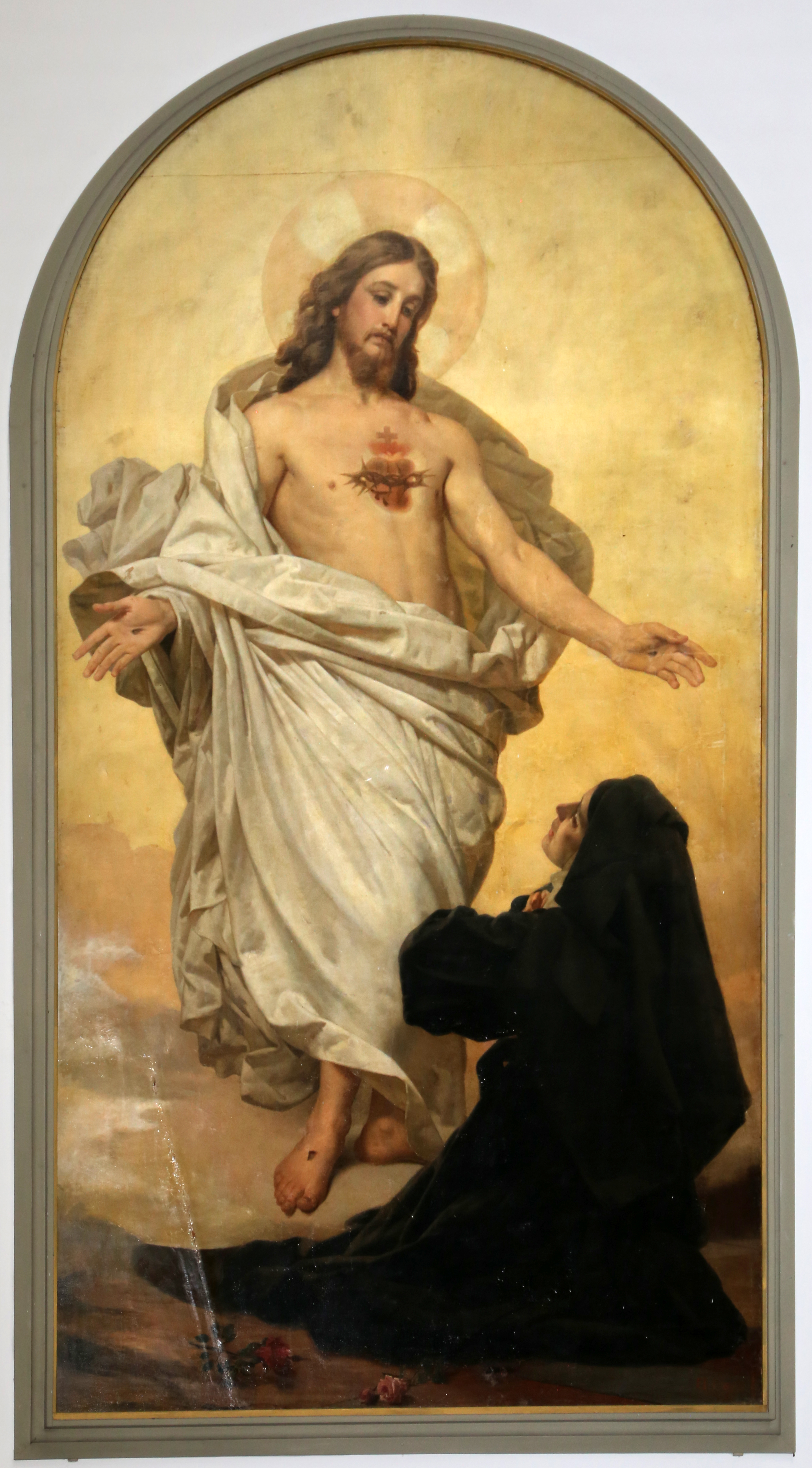
Явление Святейшего Сердца Святой Марии Алакок. 1880. Холст, масло. Церковь Святейшего Сердца, Флоренция
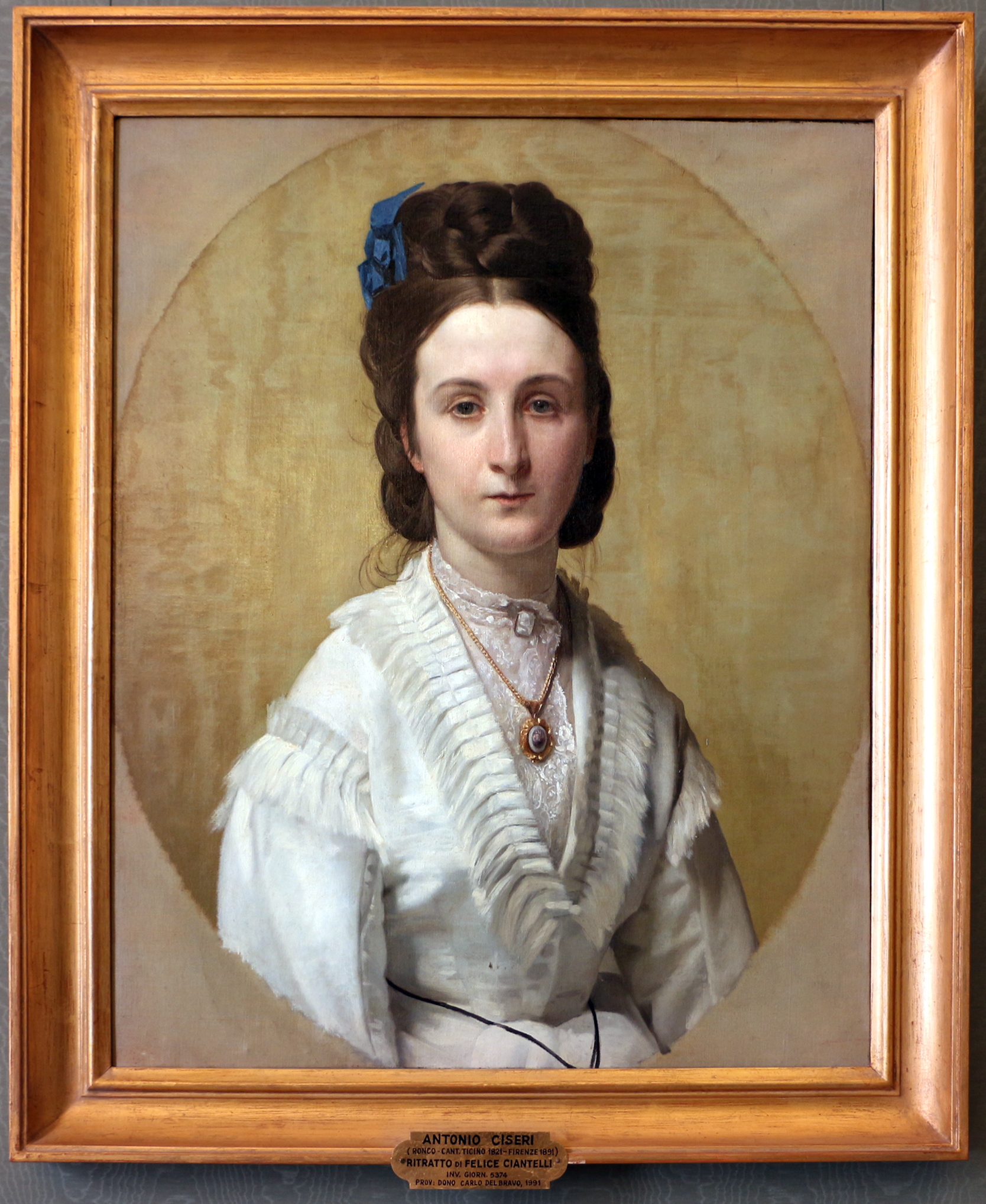
Портрет Феличе Чьянтелли. Галерея современного искусства, Флоренция
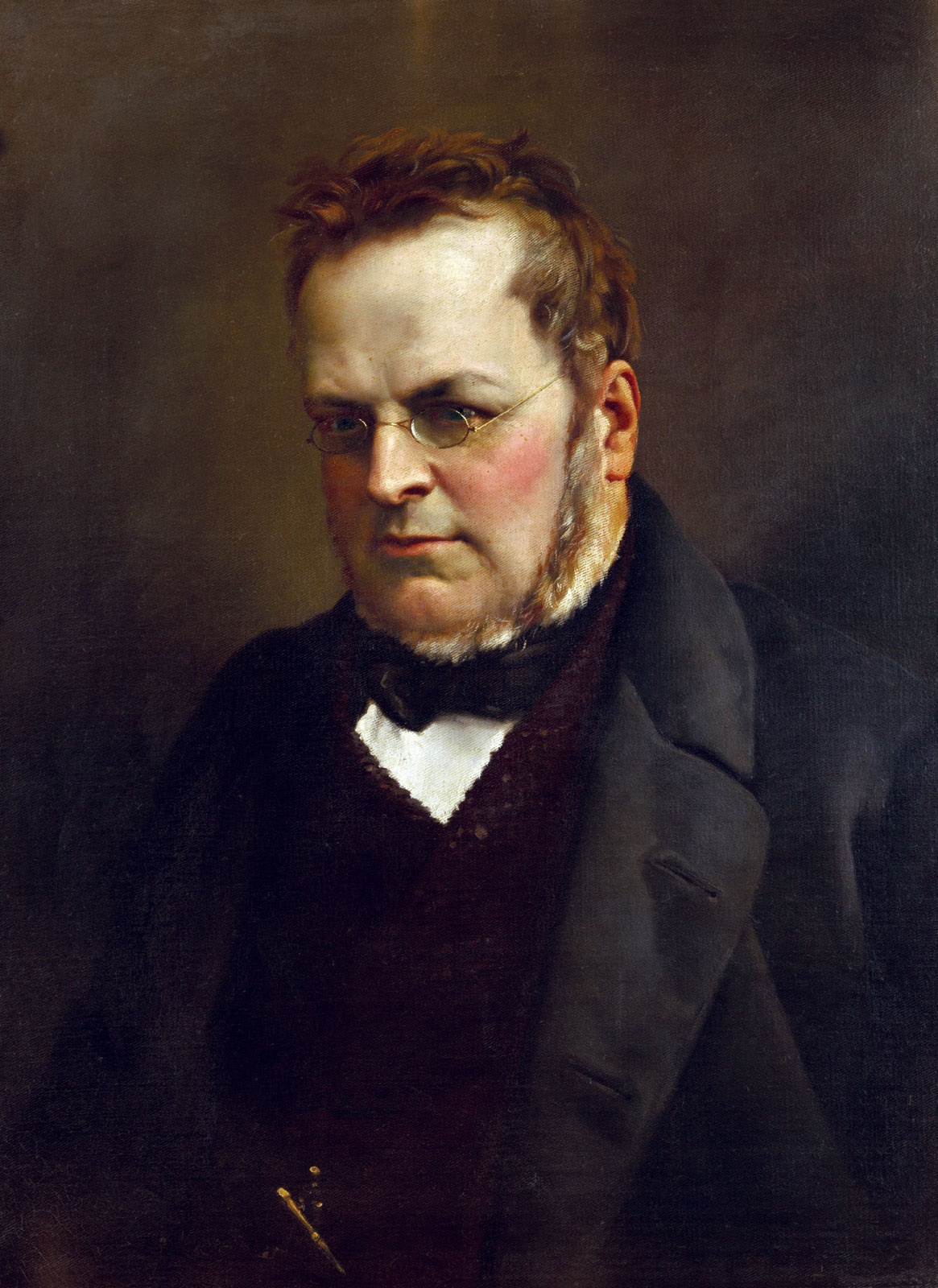
Портрет Камилло Бенсо, графа Кавура. 1861. Холст, масло. Галерея современного искусства, Флоренция
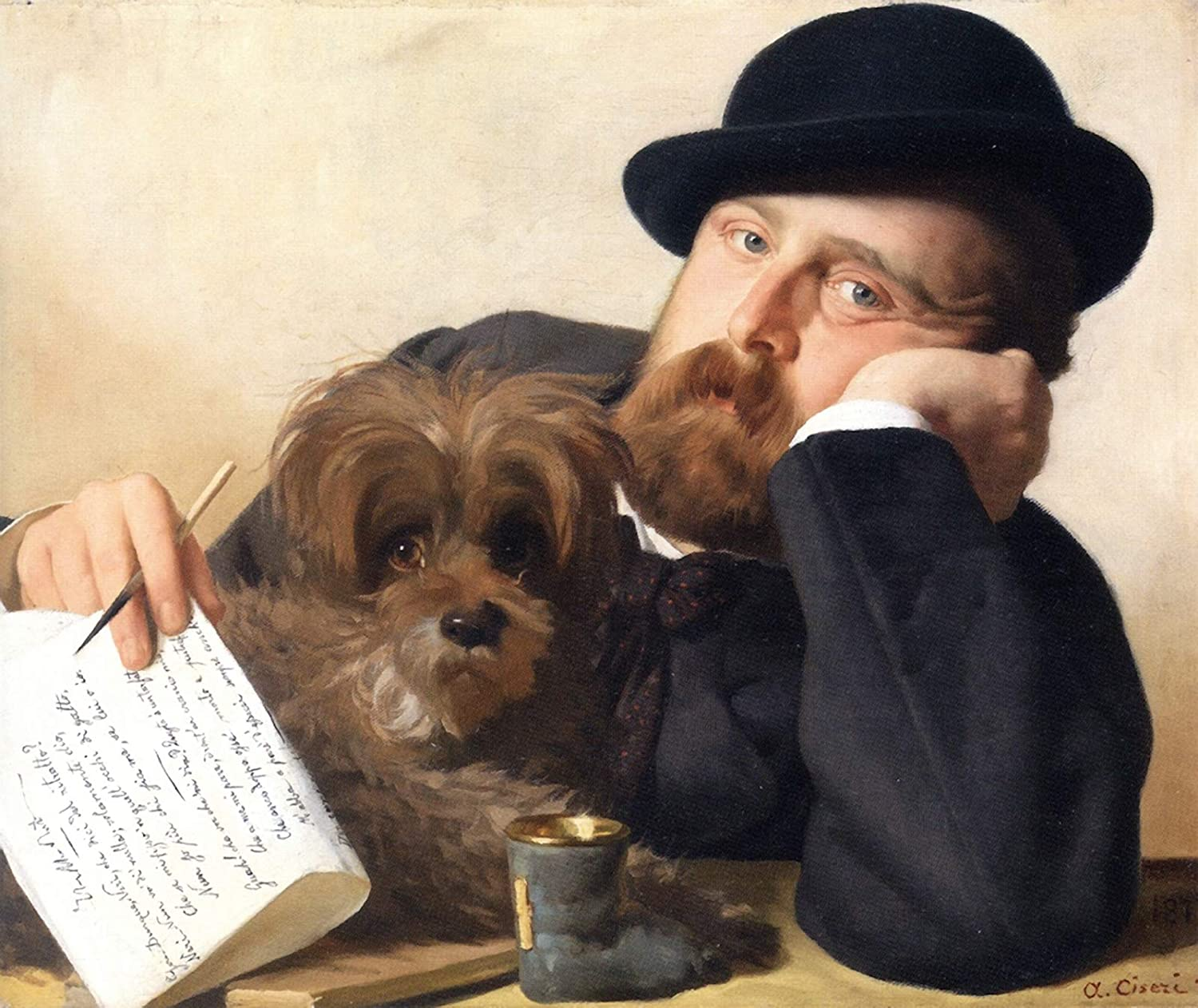
Портрет Ренато Фучини. 1878. Холст, масло. Частное собрание